# Chrysochroa buqueti
Chrysochroa buqueti es una especie de escarabajo barrenador metálico del género Chrysochroa, categorizada en la tribu Chrysochroini, de la subfamilia Chrysochroinae. Fue descrita científicamente por Gory en 1833.

## Descripción
Mide 40-47 milímetros (1,6 a 1,9 pulgadas). Los élitros varían de verde a amarillo anaranjado, con algunas marcas oscuras, pronoto rojo metálico o azul metálico.

## Distribución geográfica
Habita en Asia: Malasia y Sumatra.